# Liste des ministres français des Sports
Le ministre des Sports est un membre du gouvernement français, souvent chargé aussi de la Jeunesse. Le nom exact de la fonction peut varier à chaque nomination.
Depuis le 23 décembre 2024, Marie Barsacq est ministre des Sports, de la Jeunesse et de la Vie associative.
Les dates indiquées sont les dates de prise ou de cessation des fonctions, qui sont en général la veille de la date de publication du décret de nomination au Journal officiel.

## Liste des ministres

### Troisième République
- 17 janvier 1921 au 29 mars 1924 : Gaston Vidal, sous-secrétaire d'État à l'Instruction publique et aux Beaux-Arts chargé de l'éducation physique.
- 22 juillet 1921 au 29 mars 1924 : Henry Paté (RI), haut-commissaire au ministère de la Guerre, chargé des questions relevant des sports et de l'éducation physique.
- 23 juin 1924 au 11 octobre 1925 : Paul Bénazet (PRS), commissaire général à la Guerre chargé de l'Éducation physique.
- 11 octobre 1925 au 29 octobre 1925 : Paul Bénazet (PRS), sous-secrétaire d’État au ministère de l’Instruction publique et des Beauxarts, chargé de l’Enseignement technique et professionnel ainsi que des enseignements post scolaires et conserve dans ses attributions l’Éducation physique et la préparation au service militaire.
- 13 novembre 1928 au 2 mars 1930 : Henry Paté (RI), sous secrétaire d’État au ministère de l’Instruction publique et des Beaux-arts, chargé de l’Éducation physique.
- 2 mars 1930 au 13 décembre 1930 : Émile Morinaud (PRS), sous secrétaire d’État au ministère de l’Instruction publique et des Beauxarts, chargé de l’Éducation physique.
- 23 décembre 1930 au 27 janvier 1931 : Pierre Tricard-Graveron (AD), sous secrétaire d’État au ministère de l’Instruction publique et des Beaux-arts, chargé de l’Éducation physique.
- 27 janvier 1931 au 20 février 1932 : Émile Morinaud (PRS), sous secrétaire d’État au ministère de l’Instruction publique et des Beaux-arts, chargé de l’Éducation physique.
- 3 juin 1932 au 31 janvier 1933 : Philippe Marcombes (PRRRS), sous secrétaire d’État au ministère de l’Éducation nationale, chargé de l’Éducation physique.
- 4 mars 1933 au 25 octobre 1933 : Hippolyte Ducos (PRRRS), sous secrétaire d’État au ministère de l’Éducation nationale plus spécialement chargé de toutes les questions concernant l’Enseignement technique et l’Éducation physique.
- 26 octobre 1933 au 26 novembre 1933 : Victor Le Gorgeu (PRRRS), sous secrétaire d’État au ministère de l’Éducation nationale, chargé de l’Éducation physique.
- 26 novembre 1933 au 30 janvier 1934 : Adolphe Chéron (RI), sous secrétaire d’État au ministère de l’Éducation nationale, chargé de l’Éducation physique.
- 30 janvier 1934 au 9 février 1934 : André Lorgeré (PRRRS), sous secrétaire d’État au ministère de l’Éducation nationale, chargé de l’Éducation physique.
- 9 février 1934  au 4 juin 1936 : absorbé sous le ministère de la Santé publique[1].
- 4 juin 1936 au 21 juin 1937 : Pierre Dézarnaulds (PRRRS), Sous-secrétaire d’État à la Santé publique chargé de l'Éducation Physique et Léo Lagrange (SFIO) sous-secrétaire d'État à l'Organisation des Loisirs et aux Sports.
- 22 juin 1937 au 18 janvier 1938 : Léo Lagrange (SFIO), sous secrétaire d’État aux Sports, Loisirs et Éducation physique.
- 18 janvier 1938 au 13 mars 1938 : Léon Courson (PRRRS), sous-secrétaire d’État à l’Éducation nationale chargé l’Éducation physique.
- 13 mars 1938 au 10 avril 1938 : Léo Lagrange (SFIO), sous secrétaire d’État à l’Éducation physique, Sports et Loisirs.

### Régime de Vichy
- 7 août 1940 - 18 avril 1942 : Jean Borotra, commissaire général à l’Éducation et aux Sports
- 18 avril 1942 - 20 août 1944 : Joseph Pascot, commissaire général aux Sports

### Quatrième République
- 24 juin 1946 - 22 janvier 1947 : Andrée Viénot, (SFIO) sous-secrétaire d'État à la Jeunesse et aux Sports.
- 22 janvier 1947 - 22 octobre 1947 : Pierre Bourdan, (UDSR) ministre de la Jeunesse, des Arts et des Lettres.
- 11 septembre 1948 - 11 août 1951 : André Morice, (rad.-soc.) secrétaire d'État à la Jeunesse, aux Sports et à l'Enseignement technique.
- 11 août 1951 - 12 août 1951 : Pierre Chevallier, (UDSR) secrétaire d'État à l'Enseignement technique et à la Jeunesse et aux Sports.
- 12 août 1951- 20 janvier 1952 : Claude Lemaître-Basset, (rad.-soc.) secrétaire d'État à la Jeunesse, aux Sports et à l'Enseignement technique.
- 20 janvier 1952 - 28 juin 1953 : Jean Masson, (rad.-soc.) secrétaire d'État à l'enseignement technique, à la Jeunesse et aux Sports.
- 1er février 1956 - 14 mai 1958 : René Billères, (rad.-soc.) ministre de l'Éducation nationale, à la Jeunesse et aux Sports.

### Cinquième République
| Ministre ou secrétaire d'État                                                                         | Ministre ou secrétaire d'État                                                | Intitulé                                                                               | Ministre de tutelle                                                       | Intitulé                                                                          | Gouvernement                                       | Début                           | Fin                             |
| Présidence de Charles de Gaulle                                                                       | Présidence de Charles de Gaulle                                              | Présidence de Charles de Gaulle                                                        | Présidence de Charles de Gaulle                                           | Présidence de Charles de Gaulle                                                   | Présidence de Charles de Gaulle                    | Présidence de Charles de Gaulle | Présidence de Charles de Gaulle |
| --- | ---------------------------------------------------------------------------- | -------------------------------------------------------------------------------------- | ------------------------------------------------------------------------- | --------------------------------------------------------------------------------- | -------------------------------------------------- | ------------------------------- | ------------------------------- |
| |                                                                              | Haut-commissaire à la Jeunesse et aux Sports                                           | Michel Debré (intérim)                                                    | Ministre de l'Éducation nationale,                                                | Debré                                              | 23 décembre 1959                | 15 janvier 1960                 |
| | Louis Joxe                                                                   | Haut-commissaire à la Jeunesse et aux Sports                                           | Louis Joxe                                                                | Ministre de l'Éducation nationale,                                                | Debré                                              | 15 janvier 1960                 | 22 novembre 1960                |
| | Pierre Guillaumat (intérim)                                                  | Haut-commissaire à la Jeunesse et aux Sports                                           | Lucien Paye                                                               | Ministre de l'Éducation nationale,                                                | Debré                                              | 22 novembre 1960                | 20 février 1961                 |
| | Lucien Paye                                                                  | Haut-commissaire à la Jeunesse et aux Sports                                           | Lucien Paye                                                               | Ministre de l'Éducation nationale,                                                | Debré                                              | 20 février 1961                 | 14 avril 1962                   |
| | Pierre Sudreau                                                               | Haut-commissaire à la Jeunesse et aux Sports                                           | Pierre Sudreau                                                            | Ministre de l'Éducation nationale,                                                | Pompidou 1                                         | 15 avril 1962                   | 15 octobre 1962                 |
| | Louis Joxe (intérim)                                                         | Haut-commissaire à la Jeunesse et aux Sports                                           | Pierre Sudreau                                                            | Ministre de l'Éducation nationale,                                                | Pompidou 1                                         | 15 octobre 1962                 | 28 novembre 1962                |
| | Christian Fouchet                                                            | Haut-commissaire à la Jeunesse et aux Sports                                           | Christian Fouchet                                                         | Ministre de l'Éducation nationale,                                                | Pompidou 2                                         | 6 décembre 1962                 | 11 juin 1963                    |
| Secrétaire d'État à la Jeunesse et aux Sports                                                         | Christian Fouchet                                                            | 11 juin 1963                                                                           | Christian Fouchet                                                         | Ministre de l'Éducation nationale,                                                | Pompidou 2                                         | 8 janvier 1966                  |                                 |
| | François Missoffe                                                            | Ministre de la Jeunesse et des Sports                                                  | Plein exercice                                                            | Plein exercice                                                                    | Pompidou 3                                         | 8 janvier 1966                  | 1er avril 1967                  |
| Pompidou 4                                                                                            | François Missoffe                                                            | Ministre de la Jeunesse et des Sports                                                  | Plein exercice                                                            | Plein exercice                                                                    | 7 avril 1967                                       | 31 mai 1968                     |                                 |
| Pompidou 4                                                                                            |                                                                              | Ministre de la Jeunesse et des Sports                                                  | Plein exercice                                                            | Plein exercice                                                                    | Roland Nungesser                                   | 31 mai 1968                     | 10 juillet 1968                 |
| | Joseph Comiti                                                                | Secrétaire d'État chargé de la Jeunesse et des Sports                                  | Maurice Couve de Murville                                                 | Premier ministre                                                                  | Couve de Murville                                  | 12 juillet 1968                 | 20 juin 1969                    |
| Présidence de Georges Pompidou                                                                        |                                                                              |                                                                                        |                                                                           |                                                                                   |                                                    |                                 |                                 |
| | Joseph Comiti                                                                | Secrétaire d'État chargé de la Jeunesse, des Sports et des Loisirs,                    | Jacques Chaban-Delmas                                                     | Premier ministre                                                                  | Chaban-Delmas                                      | 30 juin 1969                    | 5 juillet 1972                  |
| Pierre Messmer                                                                                        | Joseph Comiti                                                                | Secrétaire d'État chargé de la Jeunesse, des Sports et des Loisirs,                    | Messmer 1                                                                 | Premier ministre                                                                  | 6 juillet 1972                                     | 28 mars 1973                    |                                 |
| Pierre Messmer                                                                                        |                                                                              | Secrétaire d'État chargé de la Jeunesse, des Sports et des Loisirs,                    | Pierre Mazeaud                                                            | Premier ministre                                                                  | Messmer 2                                          | 12 avril 1973                   | 27 février 1974                 |
| Secrétaire d'État chargé de la Jeunesse et des Sports                                                 | Joseph Fontanet                                                              | Ministre de l'Éducation nationale                                                      | Pierre Mazeaud                                                            | Messmer 3                                                                         | 1er mars 1974                                      | 27 mai 1974                     |                                 |
| Présidence de Valéry Giscard d'Estaing                                                                |                                                                              |                                                                                        |                                                                           |                                                                                   |                                                    |                                 |                                 |
| | Pierre Mazeaud                                                               | Secrétaire d'État chargé de la Jeunesse et des Sports                                  | André Jarrot                                                              | Ministre de la Qualité de la vie                                                  | Chirac 1                                           | 8 juin 1974                     | 25 août 1976                    |
| | Jean-Pierre Soisson                                                          | Secrétaire d'État chargé de la Jeunesse et des Sports                                  | Vincent Ansquer                                                           | Ministre de la Qualité de la vie                                                  | Barre 1                                            | 27 août 1976                    | 29 mars 1977                    |
| Plein exercice                                                                                        | Plein exercice                                                               | Secrétaire d'État chargé de la Jeunesse et des Sports                                  | Barre 2                                                                   | 1er avril 1977                                                                    | 1er juin 1977                                      |                                 |                                 |
| Plein exercice                                                                                        | Plein exercice                                                               | Secrétaire d'État chargé de la Jeunesse et des Sports                                  | Barre 2                                                                   |                                                                                   | Paul Dijoud                                        | 8 juin 1977                     | 31 mars 1978                    |
| Plein exercice                                                                                        | Plein exercice                                                               |                                                                                        | Jean-Pierre Soisson                                                       | Ministre de la Jeunesse, des Sports et des Loisirs                                | Barre 3                                            | 5 avril 1978                    | 13 mai 1981                     |
| Présidence de François Mitterrand                                                                     |                                                                              |                                                                                        |                                                                           |                                                                                   |                                                    |                                 |                                 |
| | Edwige Avice                                                                 | Ministre délégué chargé de la Jeunesse et des Sports                                   | André Henry                                                               | Ministre du Temps libre                                                           | Mauroy 1 et 2                                      | 22 mai 1981                     | 22 mars 1983                    |
| Ministre délégué au Temps libre, à la Jeunesse et aux Sports                                          | Edwige Avice                                                                 | Plein exercice                                                                         | Plein exercice                                                            | Mauroy 3                                                                          | 24 mars 1983                                       | 17 juillet 1984                 |                                 |
| | Alain Calmat                                                                 | Plein exercice                                                                         | Plein exercice                                                            | Ministre délégué à la Jeunesse et aux Sports                                      | Fabius                                             | 23 juillet 1984                 | 20 mars 1986                    |
| | Christian Bergelin                                                           | Secrétaire d'État chargé de la Jeunesse et des Sports                                  | Jacques Chirac                                                            | Premier ministre                                                                  | Chirac 2                                           | 20 mars 1986                    | 10 mai 1988                     |
| | Roger Bambuck                                                                | Secrétaire d'État chargé des Sports                                                    | Lionel Jospin                                                             | Ministre d'État, ministre de l'Éducation nationale, de la Recherche et des Sports | Rocard 1                                           | 13 mai 1988                     | 23 juin 1988                    |
| Secrétaire d'État chargé de la Jeunesse et des Sports                                                 | Roger Bambuck                                                                | Ministre d'État, ministre de l'Éducation nationale, de la Jeunesse et des Sports       | Lionel Jospin                                                             | Rocard 2                                                                          | 28 juin 1988                                       | 15 mai 1991                     |                                 |
| | Frédérique Bredin                                                            | Ministre de la Jeunesse et des Sports                                                  | Plein exercice                                                            | Plein exercice                                                                    | Cresson et Bérégovoy                               | 16 mai 1991                     | 29 mars 1993                    |
| | Michèle Alliot-Marie                                                         | Ministre de la Jeunesse et des Sports                                                  | Plein exercice                                                            | Plein exercice                                                                    | Balladur                                           | 30 mars 1993                    | 11 mai 1995                     |
| Présidence de Jacques Chirac                                                                          |                                                                              |                                                                                        |                                                                           |                                                                                   |                                                    |                                 |                                 |
| | Guy Drut                                                                     | Ministre de la Jeunesse et des Sports                                                  | Plein exercice                                                            | Plein exercice                                                                    | Juppé 1                                            | 18 mai 1995                     | 7 novembre 1995                 |
| Ministre délégué à la Jeunesse et aux Sports                                                          | Guy Drut                                                                     | Alain Juppé                                                                            | Premier ministre                                                          | Juppé 2                                                                           | 7 novembre 1995                                    | 2 juin 1997                     |                                 |
| | Marie-George Buffet                                                          | Ministre de la Jeunesse et des Sports                                                  | Plein exercice                                                            | Plein exercice                                                                    | Jospin                                             | 4 juin 1997                     | 6 mai 2002                      |
| | Jean-François Lamour                                                         | Ministre des Sports                                                                    | Plein exercice                                                            | Plein exercice                                                                    | Raffarin 1 et 2                                    | 7 mai 2002                      | 30 mars 2004                    |
| Ministre de la Jeunesse, des Sports et de la Vie associative                                          | Jean-François Lamour                                                         | Raffarin 3 et Villepin                                                                 | Plein exercice                                                            | Plein exercice                                                                    | 31 mars 2004                                       | 15 mai 2007                     |                                 |
| Présidence de Nicolas Sarkozy                                                                         |                                                                              |                                                                                        |                                                                           |                                                                                   |                                                    |                                 |                                 |
| | Roselyne Bachelot                                                            | Ministre de la Santé, de la Jeunesse et des Sports                                     | Plein exercice                                                            | Plein exercice                                                                    | Fillon 1                                           | 18 mai 2007                     | 18 juin 2007                    |
| Fillon 2                                                                                              | Roselyne Bachelot                                                            | Ministre de la Santé, de la Jeunesse et des Sports                                     | Plein exercice                                                            | Plein exercice                                                                    | 19 juin 2007                                       | 20 octobre 2007                 |                                 |
| Fillon 2                                                                                              |                                                                              | Bernard Laporte                                                                        | Secrétaire d'État chargé des Sports                                       | Roselyne Bachelot                                                                 | Ministre de la Santé, de la Jeunesse et des Sports | 20 octobre 2007                 | 18 mars 2008                    |
| Fillon 2                                                                                              | Secrétaire d'État chargé des Sports, de la Jeunesse et de la Vie associative | Bernard Laporte                                                                        | Ministre de la Santé, de la Jeunesse, des Sports et de la Vie associative | Roselyne Bachelot                                                                 | 18 mars 2008                                       | 12 janvier 2009                 |                                 |
| Fillon 2                                                                                              | Secrétaire d'État chargé des Sports                                          | Bernard Laporte                                                                        | Ministre de la Santé et des Sports                                        | Roselyne Bachelot                                                                 | 12 janvier 2009                                    | 23 juin 2009                    |                                 |
| Fillon 2                                                                                              | Secrétaire d'État chargé des Sports                                          |                                                                                        | Ministre de la Santé et des Sports                                        | Roselyne Bachelot                                                                 | Rama Yade                                          | 23 juin 2009                    | 13 novembre 2010                |
| | Chantal Jouanno                                                              | Ministre des Sports                                                                    | Plein exercice                                                            | Plein exercice                                                                    | Fillon 3                                           | 14 novembre 2010                | 26 septembre 2011               |
| | David Douillet                                                               | Ministre des Sports                                                                    | Plein exercice                                                            | Plein exercice                                                                    | Fillon 3                                           | 26 septembre 2011               | 10 mai 2012                     |
| Présidence de François Hollande                                                                       |                                                                              |                                                                                        |                                                                           |                                                                                   |                                                    |                                 |                                 |
| | Valérie Fourneyron                                                           | Ministre des Sports, de la Jeunesse, de l'Éducation populaire et de la Vie associative | Plein exercice                                                            | Plein exercice                                                                    | Ayrault 1 et 2                                     | 16 mai 2012                     | 31 mars 2014                    |
| | Thierry Braillard                                                            | Secrétaire d'État chargé des Sports                                                    | Najat Vallaud-Belkacem                                                    | Ministre des Droits des femmes, de la Ville, de la Jeunesse et des Sports         | Valls 1                                            | 2 avril 2014                    | 25 août 2014                    |
| Patrick Kanner                                                                                        | Thierry Braillard                                                            | Secrétaire d'État chargé des Sports                                                    | Ministre de la Ville, de la Jeunesse et des Sports                        | Valls 2                                                                           | 26 août 2014                                       | 6 décembre 2016                 |                                 |
| Patrick Kanner                                                                                        | Thierry Braillard                                                            | Secrétaire d'État chargé des Sports                                                    | Ministre de la Ville, de la Jeunesse et des Sports                        | Cazeneuve                                                                         | 6 décembre 2016                                    | 10 mai 2017                     |                                 |
| Présidence d'Emmanuel Macron                                                                          |                                                                              |                                                                                        |                                                                           |                                                                                   |                                                    |                                 |                                 |
| | Laura Flessel                                                                | Ministre des Sports                                                                    | Plein exercice                                                            | Plein exercice                                                                    | Philippe 1 et 2                                    | 17 mai 2017                     | 4 septembre 2018                |
| | Roxana Maracineanu                                                           | Ministre des Sports                                                                    | Plein exercice                                                            | Plein exercice                                                                    | Philippe 2                                         | 4 septembre 2018                | 3 juillet 2020                  |
| Ministre chargée des Sports                                                                           | Roxana Maracineanu                                                           | Jean-Michel Blanquer                                                                   | Ministre de l'Éducation nationale, de la Jeunesse et des Sports           | Castex                                                                            | 6 juillet 2020                                     | 20 mai 2022                     |                                 |
| | Amélie Oudéa-Castéra                                                         | Ministre des Sports et des Jeux olympiques et paralympiques                            | Plein exercice                                                            | Plein exercice                                                                    | Borne                                              | 20 mai 2022                     | 9 janvier 2024                  |
| Ministre de l'Éducation nationale, de la Jeunesse, des Sports et des Jeux olympiques et paralympiques | Amélie Oudéa-Castéra                                                         | Attal                                                                                  | Plein exercice                                                            | Plein exercice                                                                    | 11 janvier 2024                                    | 8 février 2024                  |                                 |
| Ministre des Sports et des Jeux olympiques et paralympiques                                           | Amélie Oudéa-Castéra                                                         | Attal                                                                                  | Plein exercice                                                            | Plein exercice                                                                    | 8 février 2024                                     | 21 septembre 2024               |                                 |
| | Gil Avérous                                                                  | Ministre des Sports, de la Jeunesse et de la Vie associative                           | Plein exercice                                                            | Plein exercice                                                                    | Barnier                                            | 21 septembre 2024               | 23 décembre 2024                |
| | Marie Barsacq                                                                | Ministre des Sports, de la Jeunesse et de la Vie associative                           | Plein exercice                                                            | Plein exercice                                                                    | Bayrou                                             | 23 décembre 2024                | En fonction                     |

## Anciens sportifs devenus ministres des Sports
Le poste de ministre des Sports est confié, à plusieurs reprises, à d'anciens sportifs de haut niveau : 
- l'alpiniste Maurice Herzog, membre de la première expédition ayant atteint un sommet de plus de 8 000 m, à savoir l'Annapurna en 1950, secrétaire d'État de 1963 à 1966 ;
- l'alpiniste Pierre Mazeaud ayant dirigé la première expédition française à avoir gravi l'Everest en 1978, secrétaire d'État de 1973 à 1976 ;
- le patineur artistique Alain Calmat, champion du monde en 1965 et médaillé d'argent aux Jeux olympiques d'hiver de 1964 à Innsbruck, ministre délégué de 1984 à 1986 ;
- le sprinteur Roger Bambuck, titulaire du record du monde du 100 m pendant une heure en 1968 et médaillé de bronze aux Jeux olympiques d'été de 1968 à Mexico, secrétaire d'État de 1988 à 1991 ;
- l'athlète sur 110 mètres haies Guy Drut, recordman du monde à deux reprises en 1975, champion olympique aux Jeux de 1976 à Montréal et médaille d'argent à ceux de Munich en 1972, ministre puis ministre délégué de 1995 à 1997 ;
- l'escrimeur au sabre Jean-François Lamour, champion olympique aux Jeux de 1984 à Los Angeles et à ceux de Séoul en 1988, vice-champion olympique par équipe également à Los Angeles et médaillé de bronze au sabre individuel et par équipe aux Jeux olympiques d'été de 1992 à Barcelone, également champion du monde en 1987, ministre de 2002 à 2007 ;
- le rugbyman et entraîneur Bernard Laporte, ancien demi de mêlée du club de Bordeaux-Bègles avec lequel il est champion de France en 1991, ensuite entraîneur du Stade bordelais de 1993 à 1995 et surtout du Stade français de 1995 à 1999 et enfin le sélectionneur du XV de France de 1999 à 2007), secrétaire d'État entre 2007 et 2009 ;
- le judoka David Douillet, champion olympique aux Jeux de 1996 à Atlanta et aux Jeux de 2000 à Sydney, à chaque fois en catégorie poids lourds, quadruple champion du monde (à trois reprises en catégorie poids lourds et une fois en toutes catégories), ministre des Sports du 26 septembre 2011 au 10 mai 2012.
- l'escrimeuse Laura Flessel, quintuple médaillée olympique, six fois championne du monde et une fois championne d'Europe, nommée le 17 mai 2017 et qui démissionne le 4 septembre 2018.
- la nageuse Roxana Maracineanu, championne du monde du 200 m dos en 1998 et médaillée d'argent de la même discipline aux Jeux olympiques d'été de 2000, ministre de 2018 à 2022.

## Attributions
Selon le décret du 24 mai 2017 relatif aux attributions du ministre des sports, le ministre des sports prépare et met en œuvre la politique du Gouvernement relative à la promotion et à l'organisation des activités physiques et sportives. À ce titre, il élabore et met en œuvre, en liaison avec les ministres intéressés, la politique du Gouvernement en faveur du développement de la pratique sportive. Il coordonne les actions menées dans ce domaine lorsqu'elles relèvent de plusieurs départements ministériels.
Il est notamment chargé de la définition et de la mise en œuvre des politiques relatives à la préparation des candidatures et à l'organisation des grands événements sportifs, en particulier la candidature de Paris à l'organisation des Jeux olympiques d'été de 2024.
Il assure, conformément à leurs dispositions statutaires, la tutelle des établissements publics relevant de ses attributions, notamment du Centre national pour le développement du sport, de l'Institut national du sport, de l'expertise et de la performance, du Musée national du Sport, de l'École nationale de voile et des sports nautiques et de l'École nationale des sports de montagne.
Il a autorité sur 
- la direction des sports,
- la délégation interministérielle aux grands événements sportifs,
- l'inspection générale de l'Éducation, du sport et de la recherche.

### Sources
- « Liste intégrale des ministres », site du ministère de la Jeunesse et des Sports (consulté le 3 juillet 2017)
- « Toutes les personnalités ayant occupé le poste de la Catégorie Sports », Base de données historiques des gouvernements et Présidents des assemblées parlementaires (Régimes politiques français depuis 1789), Assemblée nationale (consulté le 13 juin 2017)
- Les gouvernements et les assemblées parlementaires sous la Ve République : 1958-2009, vol. 2, Secrétariat général de la Présidence et service de la Communication de l'Assemblée nationale, coll. « Connaissance de l'Assemblée », décembre 2008 (lire en ligne)
- « Les Gouvernements de la IIIe République » (version du 25 février 2014 sur Internet Archive), Assemblée nationale
- « Les Gouvernements de la IVe République » (version du 15 février 2014 sur Internet Archive), Assemblée nationale
- « Les Gouvernements de la Ve République », Assemblée nationale (consulté le 24 mars 2010)